# Starlet (tidning)
Starlet var en pockettidning med unga tjejer som målgrupp. Den startades 1966, och var då en renodlad serietidning. Tidningen lades ned 1994. År 2003 återuppstod den som månadstidning, utgiven av Egmont Kärnan, men med betydligt färre serier, och huvudfokus på mode, skönhet, skvaller, noveller, sex och reportage. 